# Latino maccheronico
Il latino maccheronico era originariamente un modo per lo più ironico di imitare la lingua latina, utilizzando desinenze e assonanze proprie del latino applicate a radici e lemmi della lingua italiana o a dialetti di questa, dal quale si sviluppò anche un genere letterario italiano con queste stesse caratteristiche. In seguito l'uso si estese anche ad altre lingue: è del 1684 il poema eroicomico Polemo-Middinia inter Vitarvam et Nebernam di William Drummond di Hawthornden, in cui le regole sintattiche latine venivano applicate alla lingua gaelica scozzese.

## Letteratura
L'uso nacque nel Quattrocento, con l'opera Macaronea di Michele di Bartolomeo degli Odasi tra i primi, ma vide sorgere le sue migliori prove nel Cinquecento, allorquando diversi scrittori si diedero a poetare o a narrare di argomenti popolari o allusivi con una forma resa pomposa dalla sonorità latineggiante, che sortiva l'effetto di traslare le miserie del quotidiano alla sontuosità para-liturgica della lingua degli imperatori e, più ancora, dei preti. Tra questi il più noto fu Teofilo Folengo, autore del Merlini Cocaii macaronicon, al cui interno si trova il poema Baldus, uno dei più celebri esempi di poesia maccheronica. 
Nella Polonia dell'età moderna invalse l'abitudine di mescolare i due vocabolari degli idiomi più parlati nelle alte sfere, con il risultato che ne nacque una forma di latino maccheronico con reminiscenze polacche nelle conversazioni quotidiane: esistono anche testimonianze letterarie minori.
Trattandosi di un tempo nel quale la separazione fra i ceti al potere e il proletariato si caratterizzava anche per la distanza culturale, è facile comprendere perché il latino fosse il principale simbolo e insieme strumento. L'invenzione narrativa del latino maccheronico si basa infatti da un lato sulla cupezza del linguaggio ufficiale, percepito come oscuro e separatistico dal popolino, che lo pone così in ridicolo "appropriandosene". Da un altro lato, consente un illusorio accesso proprio a questa lingua esclusiva, con l'effetto di gratificazione apparente. 
È una tecnica affine all'imitazione, della quale ricalca alcuni canoni, ma la sua vicinanza anche con altri generi della comicità, fra i quali il burlesco, oltre alle sue origini istintuali (se ne presume una spontanea presenza nel vulgus ben prima delle succitate opere del XV e XVI secolo), consente di considerarla a sé e di tenerne distinto anche il genere letterario che se ne fregiò. Le stesse asserite influenze su autori d'Oltralpe come Rabelais, sono di queste considerate prodromiche, ma non archetipe, ed è alquanto difficile immaginare il genere deportato tal quale dalla sua radice nell'Italia centro-settentrionale: il latino maccheronico si produce e si conchiude in queste, sole, regioni culturali.
Come per tutte le metodiche dissacranti, anche questa riesce a raggiungere l'obiettivo duplice di mettere alla berlina, o di denunziare in forma di satira, la strumentalità dell'uso di una lingua criptica da parte di un interessato ceto dominante, e insieme è puro lazzo, mera leva ludica, veicolo di lievi come di grevi giochi dialettici.
Notabili esempi si hanno anche in epoche successive, ad esempio in alcuni sonetti di Giuseppe Gioachino Belli, in cui il romanesco, già di per sé molto diretto discendente geografico del latino, si sublima nello stile ben allusivo Belliano, prorompendo irresistibile nell'inverecondo accostamento ai suoni cantilenanti della vita ufficiale e di quella di corte (al tempo, la corte del Papa Re); su tutti, il sonetto sul Miserere, in cui il maccheronico si fonde con il doppio senso, con esiti irripetibili.
Il latino maccheronico è oggi la lingua dei convivi dei goliardi.

## Musica
Un esempio di latino maccheronico è il titolo del primo album del gruppo doom metal svedese Candlemass, Epicus Doomicus Metallicus.

## Cinema
È da considerare latino maccheronico la lingua parlata nei film L'armata Brancaleone e Brancaleone alle crociate di Mario Monicelli, o il motto Sic gorgiamus allos subjectatos nunc nel film La famiglia Addams.

## Università
Erano scritti in latino maccheronico anche i papielli, testi scherzosi di tradizione napoletana con cui si accoglievano  goliardicamente le matricole all'università.

### Esempi
- HoboSapiens, album discografico di John Cale
- Reductio ad Hitlerum, una frase in latino maccheronico